# LinuxTag

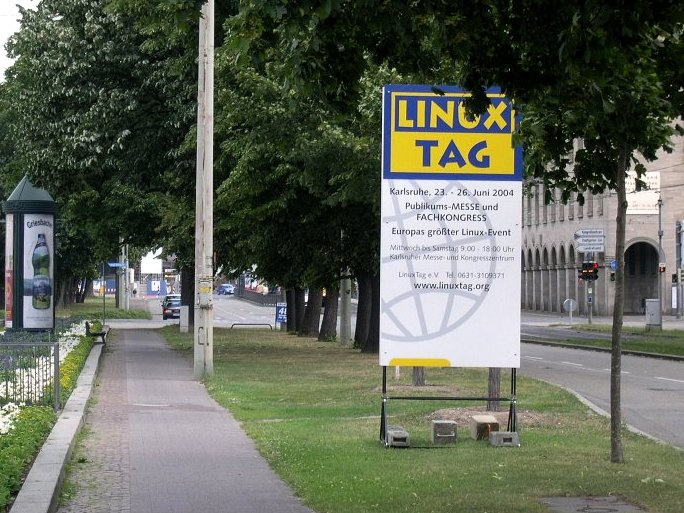
Aankondiging LinuxTag 2004

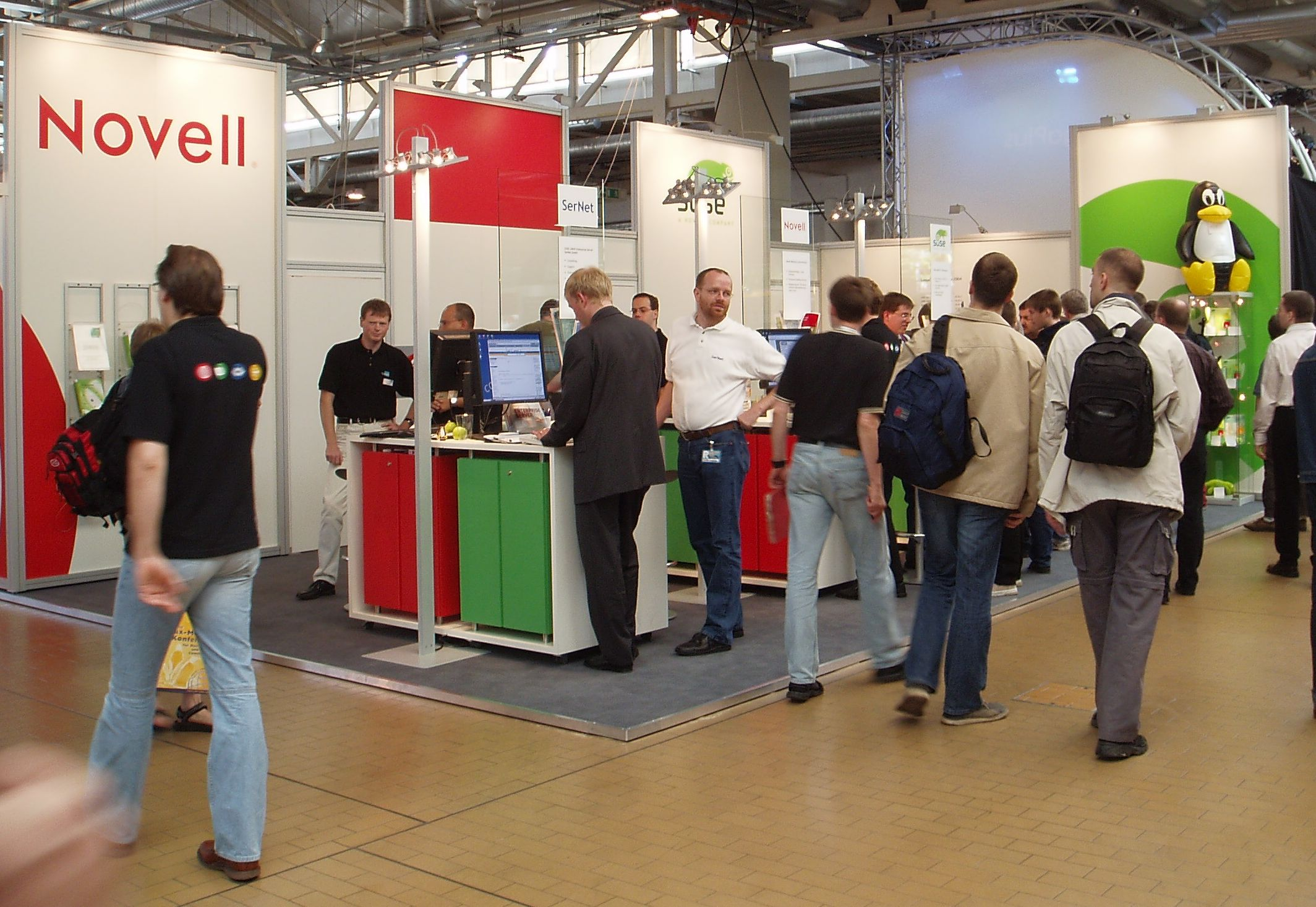
Stand van Novell/SuSE op LinuxTag 2004

LinuxTag (of meer formeel: LinuxTag e.V.) was een computerbeurs voor vrije software die elke zomer werd gehouden in Karlsruhe in Zuid-Duitsland. Het was een relatief grote tentoonstelling, die bezoekers uit verschillende landen lokte.
Het motto van LinuxTag was "where .COM meets .ORG", aangezien zowel verantwoordelijken van commerciële bedrijven als van non-profit en gemeenschapsprojecten aanwezig zijn. De laatstgenoemden kregen kosteloos een stand in de .org-sectie.
LinuxTag sponsorde eveneens verschillende andere projecten, zoals Knoppix, een GNU/Linux live-cd. Een live-cd is een cd die een volledige GNU/Linux-omgeving opstart. Knoppix wordt vaak gebruikt om de software van GNU/Linux te tonen op een computer die anders een verschillende besturingssysteem draait.
LinuxTag werd gesponsord door verschillende IT-bedrijven, en soms ook door de Duitse regering.
De laatste editie was die van 2014.